# Solium Infernum (2009)
Solium Infernum (укр. Самотнє пекло) — покрокова стратегічна відеогра 2009 року для Microsoft Windows від незалежного розробника ігор Cryptic Comet, творців Armageddon Empires, яка була випущена 26 листопада 2009 року.
22 вересня 2022 року був анонсований ремейк гри, який розробляє студія League of Geeks. Розробник оригінальної гри сказав: «Гра не може бути в кращих руках. Це перезавантаження візьме найкращі аспекти та основні механіки мого оригінального дизайну і додасть незмінний професіоналізм, розумну творчість та амбітні таланти League of Geeks».

## Ігровий процес
Гравці керують архонтом, який намагається здобути трон Пекла, випередивши при цьому до п'яти суперників. Штучний інтелект гри замінює гравців, якщо їх не вистачає. У грі присутня як дипломатія, так і військова тактика, що дозволяє ставити «престиж» на результат битви, а також інші тактики для підвищення авторитету персонажа.

## Огляди
Solium Infernum не привернула до себе багато уваги з боку основної ігрової преси, лише кілька видань слідкували за грою або публікували рецензії; проте вона була зустрінута позитивно незалежними журналістами та ігровими блогами.
Квінтін Сміт був дуже захоплений Solium Infernum, написавши в Eurogamer, що вона «не схожа ні на що, в що я коли-небудь грав», а у своїй колонці на GameSetWatch заявив, що «більше, ніж будь-яка гра, в яку я грав за останні роки, Solium Infernum передає відчуття, коли ти дивишся на екран і губишся в холодному сяйві важкого рішення». 
Rock, Paper, Shotgun широко висвітлювали відеогру, присвятивши велику серію дописів покроковому огляду багатокористувацького режиму, а Кірон Ґіллен назвав Solium Infernum «однією з найцікавіших і просто найкращих ігор 2009 року».
PC Gamer дав Solium Infernum 85% зі 100%.